# Manettia echitidea
Manettia echitidea är en måreväxtart som beskrevs av Paul Carpenter Standley. Manettia echitidea ingår i släktet Manettia och familjen måreväxter. Inga underarter finns listade i Catalogue of Life.